# 마리오의 스포츠 게임 목록
닌텐도의 《마리오》 시리즈에선 다수의 스포츠 게임이 제작됐다. 마리오 경주 게임 시리즈 《마리오 카트》의 경우 단독의 프랜차이즈로 분리됐으므로 이 목록에는 포함하지 않는다.

## 마리오 테니스 게임
- 《마리오즈 테니스》 (1995)
- 《마리오 테니스 64》 (2000)
- 《마리오 테니스 GC》 (2004)
- 《마리오 테니스 어드밴스》 (2005)
- 《마리오 테니스 오픈》 (2012)
- 《마리오 테니스: 울트라 스매시》 (2015)
- 《마리오 테니스 에이스》 (2018)

## 마리오 골프 게임
- 《마리오 오픈 골프》 (1987)
- 《마리오 골프 64》 (1999)
- 《모바일 골프》 (2001)
- 《마리오 골프: 패밀리 투어》 (2003)
- 《마리오 골프: GBA 투어》 (2004)
- 《마리오 골프: 월드 투어》 (2014)
- 《마리오 골프 슈퍼 러시》 (2021)

## 마리오 축구 게임
- 《슈퍼 마리오 스트라이커즈》 (2005)
- 《마리오 파워 사커》 (2007)